# Chaperiopsis patulosa
Chaperiopsis patulosa is een mosdiertjessoort uit de familie van de Chaperiidae. De wetenschappelijke naam van de soort is, als Chaperia patulosa, voor het eerst geldig gepubliceerd in 1904 door Waters.